# Georges Joseph Haezaert
Georges Joseph Haezaert (Sint-Niklaas, 28 juni 1883 – Kongolo, Congo-Kinshasa, 29 september 1957) was Belgisch apostolisch vicaris van Katanga en titulair bisschop van Pertusa.

## Biografie
Haezaert sloot zich aan bij de Congregatie van de Heilige Geest en ontving op 28 oktober 1912 de priesterwijding. Op 11 februari 1931 benoemde paus Pius XI hem tot apostolisch prefect van Noord-Katanga.
Op 18 juni 1935, als gevolg van de verheffing van de Apostolische Prefectuur Noord-Katanga tot Apostolisch Vicariaat, werd Haezaert de eerste Apostolisch Vicaris van Noord-Katanga en Pius XI benoemde hem tot titulair bisschop van Pertusa. De aartsbisschop van Mechelen, Jozef Van Roey, wijdde hem op 30 november van hetzelfde jaar tot bisschop.
Haezaert trad op 20 juli 1949 af als apostolisch vicaris van Noord-Katanga. Hij overleed op 29 september 1957 in Kolongo.